# St. Elisabeth-Krankenhaus Niederwenigern

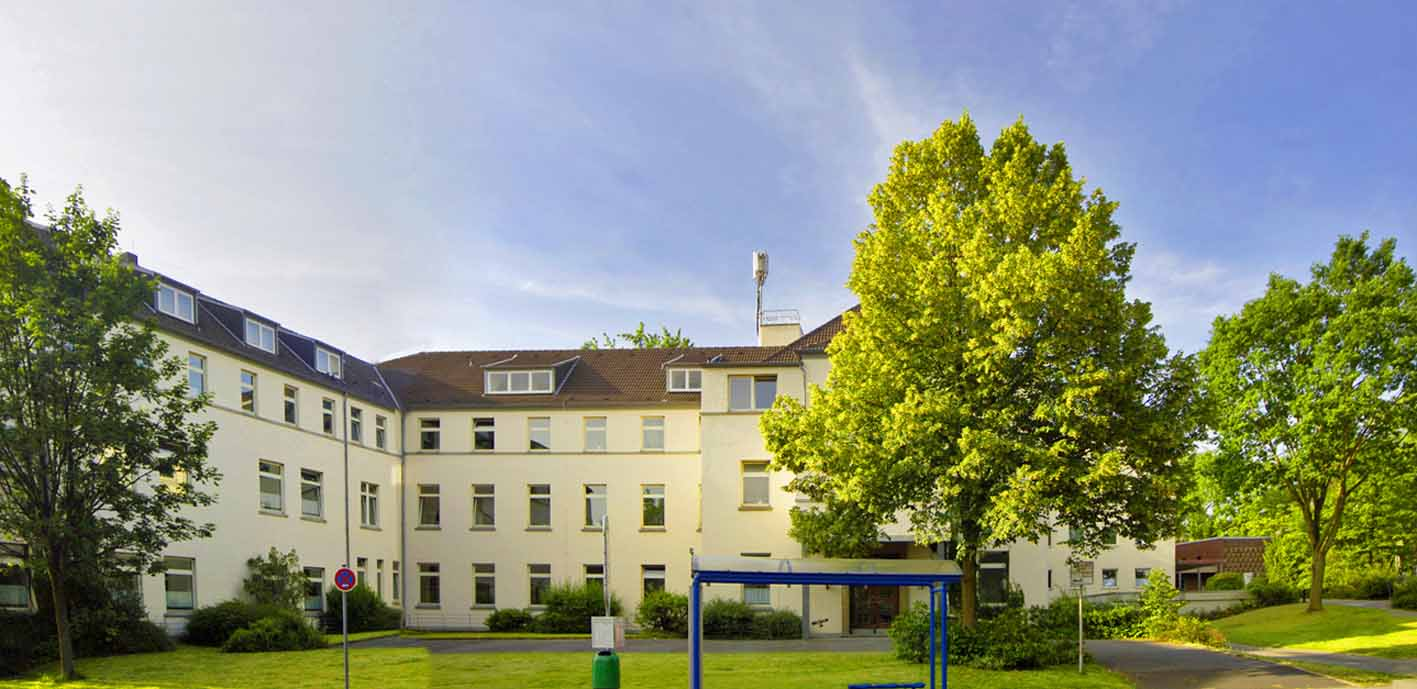
St. Elisabeth-Krankenhaus Niederwenigern

Das St. Elisabeth-Krankenhaus Niederwenigern ist ein Krankenhaus der Grundversorgung in Hattingen-Niederwenigern. Besondere Schwerpunkte sind die Psychiatrie und Psychotherapie. Träger des Hauses sind die Katholischen Kliniken Ruhrhalbinsel, die seit 2014 ein Unternehmen der Gruppe Contilia sind.

## Geschichte
Das Krankenhaus wurde von Pastor Struck im Jahre 1868 zusammen mit drei Ordensschwestern der Franziskaner aus dem St. Marienhaus Waldbreitbach gegründet. Es wurde zunächst im Haus der Witwe Kamperhoff untergebracht, einer Witwe des damaligen Ortspfarrers von Niederwenigern, die das Haus zum Kauf angeboten hatte.
Als 1938 der heutige Altbau entstand, hatten mittlerweile die Orden der Barmherzigen Schwestern vom hl. Vinzenz von Paul mit Mutterhaus in Paderborn die Pflege im St. Elisabeth-Krankenhaus übernommen. Ihnen gehörte die Klinik ab 1953.
1968 entstand ein Neubau mit 183 Betten. Anfang der 1980er Jahre spezialisierte sich das Haus auf die Innere Medizin und baute eine Abteilungs-Psychiatrie für das gesamte Versorgungsgebiet auf. Insbesondere der psychiatrischen Abteilung, unter der Leitung von Privatdozent Dr. med. Thomas Zeit, wurde seit 1986 eine regionale Bedeutung für den nördlichen Ennepe-Ruhr-Kreis zugewiesen. Zugleich diente das Haus auch als Schwesternaltenheim für 40 Schwestern, die sich zum Teil auch an der Pflege und Betreuung der Patienten beteiligten.
Ab 1993 gehörte das Krankenhaus der St. Vincenz-Krankenhaus GmbH mit Sitz in Paderborn. Seit 1998 zählt das St. Elisabeth-Krankenhaus zum Verbund Katholische Kliniken Ruhrhalbinsel. In den Jahren 1995 bis 1997 erfolgte eine Renovierung der Krankenhausgebäude. Seit 2014 ist das Haus Teil der Gruppe Contilia.

## Einrichtung
Zum Haus zählen
- Klinik für Psychiatrie, Psychotherapie und Psychosomatik
- Psychiatrische Tagesklinik
- Zentrum für Altersmedizin

## Kapelle

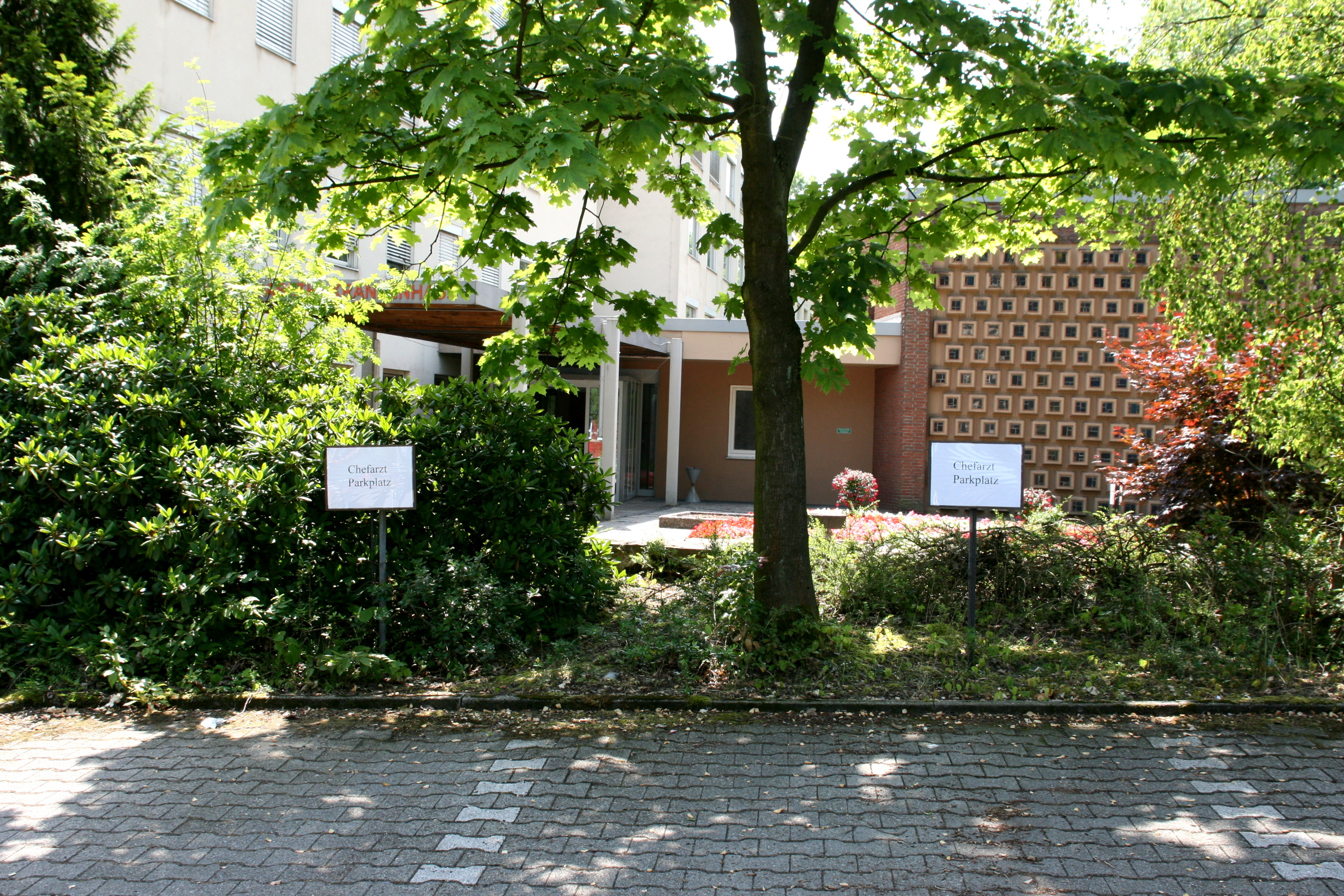
Kapelle (rechts im Bild)

In der Kapelle in einem Anbau des Gebäudes werden Gottesdienste abgehalten.